# Folwarczna Góra
Folwarczna Góra – wzgórze (291,2 m n.p.m.) w południowo-zachodniej Polsce, we Wzgórzach Strzelińskich, na Przedgórzu Sudeckim.